# IV Zbór Kościoła Chrześcijan Baptystów "Wspólnota Genesis" w Poznaniu
Czwarty Zbór Kościoła Chrześcijan Baptystów "Wspólnota Genesis" w Poznaniu – zbór Kościoła Chrześcijan Baptystów znajdujący się w Poznaniu, przy ulicy Przybyszewskiego 11/5.
Nabożeństwa odbywają się w każdą niedzielę o godzinie 11:00 w Domu Kultury „Polan Sto”, os. Polan 100 w Poznaniu.